# مغارة الطابون

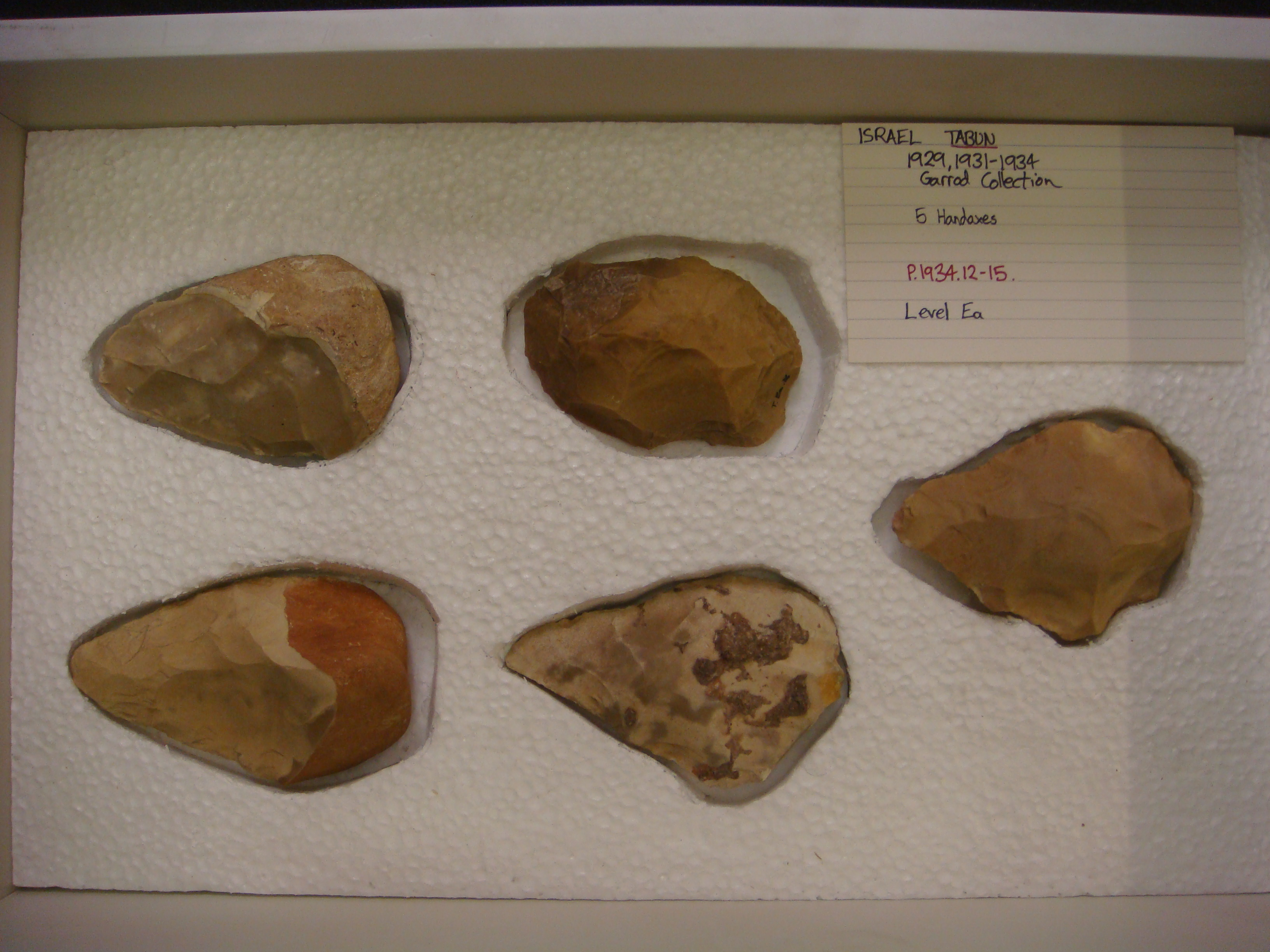
خمس رؤوس فؤوس من مغارة الطابون، اكتشفت 1929-1934، في المتحف البريطاني

مغارة الطابون (بالإنجليزية: Tabun Cave)‏، هي مغارة أثرية تقع في جبل الكرمل، فلسطين، وقد بدأ التنقيب فيها في الثلاثينات من القرن الماضي، ثم تابع العمل في الستينيات الأمريكي آرثر جلينك، ولازال العمل مستمراً من قبل جامعة حيفا.
يعد هذا الكهف أحد مواقع التطور البشري في جبل الكرمل، والذي أقرت منظمة اليونسكو بقيمته العالمية عام 2012. لقد عاش الإنسان في هذا الكهف على فترات متقطعة أثناء الفترات الأولى والمتوسطة من العصري الحجري (منذ ما يقرب من 500.000 إلى 40.000 سنة). على مدار تلك الفترة تراكمت في الكهف طبقات رسوبية من الرمال والطمي والصلصال يصل ارتفاعها إلى 25 مترًا. وترى حملات التنقيب أن هذا الكهف يرصد أحد أطول تعاقبات استعمار الإنسان في بلاد الشام.

## إعادة تركيب لذكر نياندرتال
تشتمل أقدم وأقل الترسيبات ارتفاعًا في الكهف على كميات هائلة من رمال البحر. وتبين تلك الترسيبات وآثار حبوب اللقاح التي اكتشفت في الكهف إن المناخ كان دافئًا نسبيًا في ذلك الزمان. وتسبب ذوبان المثلجات التي كانت تغطي أجزاءً كبيرة من الكون في ارتفاع منسوب البحر وتراجع الشريط الساحلي لـ البحر المتوسط. ولقد كان السهل الساحلي في ذلك الزمان أضيق مما هو عليه اليوم، وكان مُغطى بنباتات السافانا. استخدم سكان الكهف في ذلك الزمان فؤوسًا حجرية من الصوان أو الحجر الجيري في قتل الحيوانات (الغزال وفرس النهر والكركدن والبقر الوحشي التي كانت تهيم في السهل الساحلي) وفي حفر جذور النباتات. ومع تطور الأدوات تطورًا بطيئًا على مدار الزمان، أصبحت الفؤوس الحجرية أصغر حجمًا وأحسن شكلاً، وكانت الكاشطات المصنوعة من الرقائق السميكة المستخرجة من الحجر الصوان تستخدم على نحو أفضل في سلخ اللحوم من العظام وفي سلخ جلود الحيوانات.

## آثار المغارة
تتكون المستويات العليا من الكهف بصورة أساسية من الصلصال والطمي، مما يشير إلى أن المناخ السائد كان مناخًا باردًا وأكثر رطوبة بعدما تكونت الطبقات الثلجية مرة أخرى؛ ولقد أدى هذا التغيير إلى اتساع الشريط الساحلي المغطى بـ غابات كثيفة والمستنقعات. أما المواد المتخلفة من الطبقات العليا من الكهف فهي من الثقافة الموستيرية (منذ ما يقرب من 200.000 إلى 45.000 سنة). وسادت في تلك المستويات الأدوات الصغيرة المصنوعة من رقائق رفيعة الصوان، وقام الكثيرون بصناعة تلك الأدوات مستخدمين تقنية ليفالويس. وتتميز الأدوات النموذجية للثقافة الموستيرية بنقاط طويلة وتضم رقائق من مختلف الأشكال كانت تستخدم ككاشطات، وكانت الكاشطات ذات الحواف وغيرها من الأدوات المسننة تستخدم في القطع والنشر.
كتشفت الحملات الاستكشافية التي قام بها آرثر جيلنك ما بين عامي 1967 و1972 ما يقرب من 1900 فأس حجري مكتمل أو أجزاء منها. ويمكن نسب أغلبية مجموعة الفؤوس الحجرية إلى الصناعات أواخر الأشولينية واليابروديانية.
قد يرجع كبر عدد عظام الأيل الأسمر الأوروبي الموجودة في الطبقات العليا من كهف التابون إلى الفتحة التي تشبه المدخنة الموجودة خلف الكهف والتي كانت بمثابة مصيدة طبيعية. فقد كانت الحيونات تساق باتجاه تلك الفتحة لتسقط داخل الكهف حيث يتم ذبحها.
ويشتمل كهف تابون على أنثى نياندرتال وترجع إلى ما يقرب إلى 120.000 سنة مضت. وهي إحدى أقدم بقايا الهياكل البشرية الموجودة في إسرائيل 

## أقسام المغارة
تتألف المغارة من ثلاثة أقسام متتالية: القسم الأول منها، المدخل، مخرَّب ومكشوف، القسم الأوسط: محفوظ على نحو جيد، وقسمها الأخير: ينتهي بفتحة على شكل تنور (طابون) أخذت منه المغارة اسمها. بلغت سماكة الطبقات الأثرية في المغارة 25 متراً مما جعلها أحد أندر مواقع هذا العصر في المنطقة والعالم. تنسب الطبقات الدنيا في المغارة (G-F) إلى ما يسمى بالحضارة التياسية (بالإنجليزية: Tayacian)‏ والأشولية (بالإنجليزية: Acheulean)‏ ، تليها طبقات الحضارة اليبرودية التي أُرخت من نحو 300 ألف سنة خلت، ثم الطبقات (D.C.B) العائدة إلى الحضارة اللڤلوازية - الموستيرية (بالإنجليزية: Levalloiso-Mousterian)‏ والمؤرخة بين 200-100 ألف سنة خلت. من أهم المكتشفات التي أتت من هذه المرحلة هو الهيكل العظمي لامرأة من نوع نياندرتال وفك لهيكل عظمي آخر وأجزاء من هياكل بشرية مختلفة.